# ビロードキンクロ

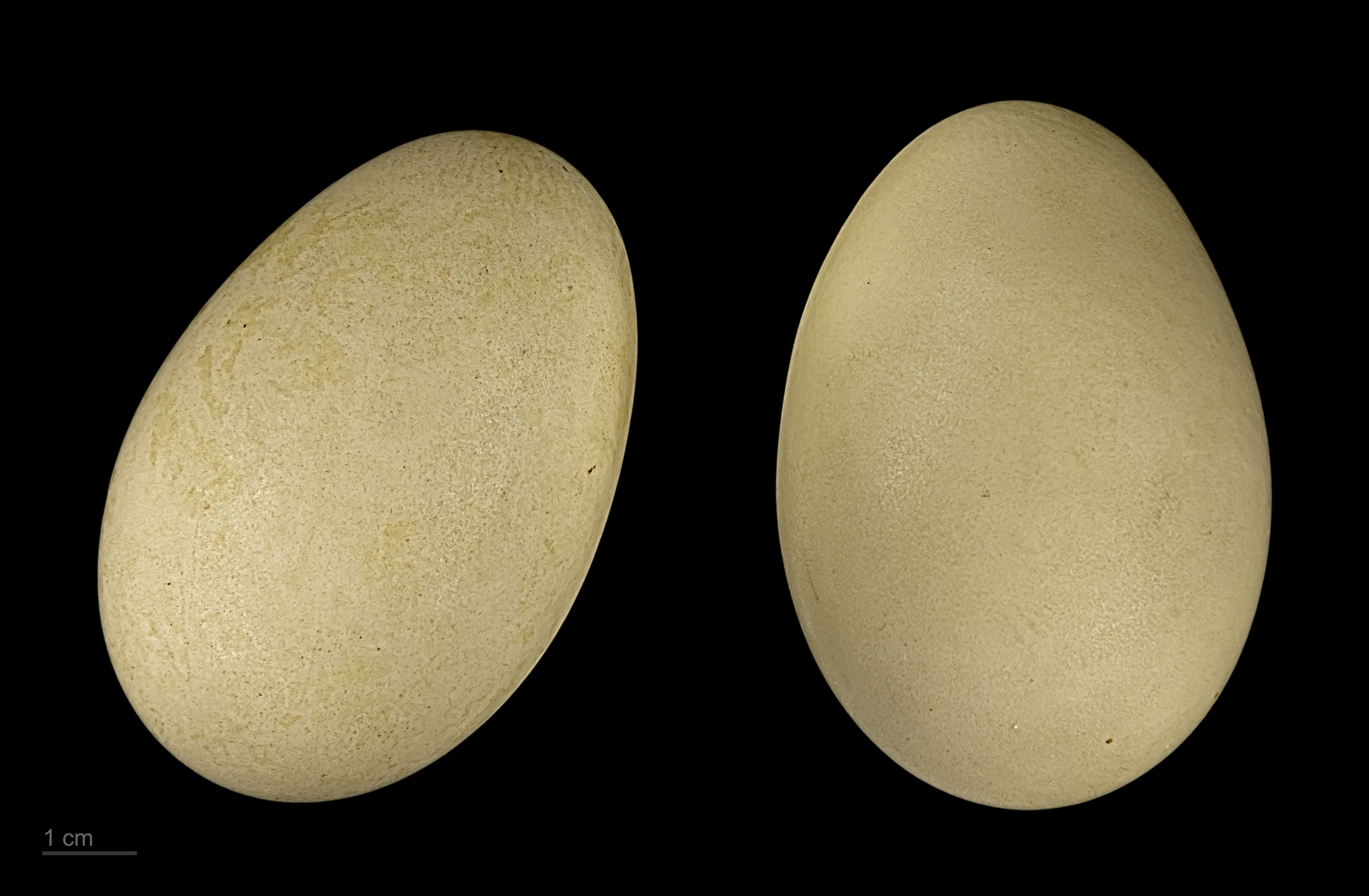
Melanitta fusca

ビロードキンクロ（天鵞絨金黒、Melanitta fusca）は、カモ目カモ科クロガモ属に分類される鳥類。

## 分布
アイルランド、アルバニア、アルメニア、イギリス、イスラエル、イタリア、イラン、ウクライナ、ウズベキスタン、オーストリア、オランダ、カザフスタン、グルジア、スイス、スウェーデン、スペイン、スロバキア、スロベニア、大韓民国、タジキスタン、チェコ、中華人民共和国、朝鮮民主主義人民共和国、ドイツ、トルクメニスタン、トルコ、日本、ノルウェー、ハンガリー、フィンランド、フランス、ブルガリア、ベラルーシ、ベルギー、ポーランド、ポルトガル、メキシコ、ラトビア、リトアニア、ロシア
- M. f. deglandi　アメリカビロードキンクロ

アメリカ合衆国、カナダ
北アメリカ大陸北西部で繁殖する。
- M. f. fusca　ヨーロッパビロードキンクロ

シベリア西部からヨーロッパ北部で繁殖する。
- M. f. stejnegeri　ビロードキンクロ

シベリア東部で繁殖し、冬季になると越冬のため日本へ南下する。

## 形態
全長51-58センチメートル。翼開張90-99センチメートル。次列風切が白い。和名のキンクロはキンクロハジロの略で、キンクロハジロと同じく次列風切が白いことに由来する。
後肢の色彩は赤紫色で、水かきの色彩は暗色。
オスの成鳥は全身の羽衣が黒く、眼下部に三日月状の白い斑紋が入る。種小名fuscaは「黒、暗褐色」の意で、オスの羽衣に由来する。また和名のビロードや英名（velvet=ベルベット）もオスの羽衣に由来する。虹彩は白や灰白色、灰青色。上嘴基部に黒い瘤がある。メスや幼鳥は全身の羽衣が黒褐色。虹彩が褐色。メスには眼前部と頬に左右に2つずつ白く不鮮明な斑紋がある。嘴の色彩は黒い。
- M. f. deglandi　アメリカビロードキンクロ

上嘴基部の瘤はやや大型。嘴の色彩は橙赤色で、峰は黄白色。
- M. f. fusca　ヨーロッパビロードキンクロ

上嘴基部の瘤は小型。嘴の色彩は橙色で、先端や峰は黄色。
- M. f. srejnegeri　ビロードキンクロ

上嘴基部の瘤は大型。

## 分類
- Melanitta fusca deglandi　　アメリカビロードキンクロ　Pacific white-winged scoter
- Melanitta fusca fusca　(Linnaeus, 1758)　ヨーロッパビロードキンクロ　European white-winged scoter
- Melanitta fusca srejnegeri　　ビロードキンクロ　Asiatic white-winged scoter

## 生態
非繁殖期には海岸や海洋に生息する。繁殖期には沼地に生息する。
食性は動物食で、主に貝類を食べる。
繁殖形態は卵生。森林内の藪地に巣を作り、9-10個の卵を産む。抱卵期間は26-29日。